# Straight Is the Way (film 1921)
Straight Is the Way è un film muto del 1921 diretto da Robert G. Vignola. La sceneggiatura di Frances Marion si basa su The Manifestations of Henry Ort, un racconto di Ethel Watts Mumford di cui non si conosce la data di pubblicazione.

## Trama
Due ladri, Cat Carter e Loot Follett, aiutano zia Mehitabel e la nipote Dorcas contro Jonathan Squoggs, uno strozzino che perseguita le due per il pagamento del mutuo della casa. I due malandrini ritornano poi sulla retta via e Follett sposa Dorcas.

## Produzione
Il film fu prodotto dalla Cosmopolitan Productions.

## Distribuzione
Il copyright del film, richiesto dalla Cosmopolitan Productions, fu registrato il 5 marzo 1921 con il numero LP 16220.
Distribuito dalla Paramount Pictures (come Famous Players-Lasky Corporation), il film uscì nelle sale cinematografiche USA il 6 marzo 1921.